# Пугачёв (аэродром)
Пугачёв — военный аэродром в Саратовской области, вблизи одноимённого города.
На аэродроме ранее базировался 626-й учебный вертолётный полк (вертолёты Ми-24, Ми-8), принадлежавший Сызранскому военному институту. Осенью 2011 года полк был расформирован; пять вертолётов Ми-24 вместе с экипажами и обслуживающим персоналом перебазированы на военный аэродром Сызрань, один вертолёт — на военный аэродром Сокол вблизи Саратова. Остальной персонал полка (800 человек военнослужащих и гражданского персонала) был уволен.
По состоянию на 2013 год, после смены министра обороны РФ, существуют планы возвращения Сызранскому вертолётному училищу статуса самостоятельного учебного заведения и формирования вновь вертолётного полка в Пугачёве.
В 2016 году полёты были вновь возобновлены. 
1 декабря 2023 года на основании директивы Генштаба вооруженных сил РФ была сформирована учебная авиационная база 2-го разряда в Пугачёве составом трёх учебных вертолётных эскадрилий на Ми-8.
Аэродром используется также как посадочная площадка для производства авиационных работ на самолётах Ан-2 и вертолётах. В 1980-х годах сюда выполнялись рейсы на самолётах Л-410 из Саратова; они были прекращены в 1992 году.